# Rudolf Šindler
Rudolf Šindler (* 4. června 1933) je bývalý český fotbalový trenér.

## Trenérská kariéra
V československé lize trénoval v sezónách 1980/81 a 1987/88 Spartak Hradec Králové. Ani jednu z ligových sezón na trenérské lavičce nedokončil. Ve druhé nejvyšší soutěži byl v sezóně 1984/85 trenérem Spartaku Ústí nad Labem.